# Championnat du Liban féminin de football
Le championnat du Liban de football féminin est une compétition de football féminin créée en 2008.

## Palmarès
| Saison    | Champion    |
| --------- | ----------- |
| 2007-2008 | Sadaka      |
| 2008-2009 | Sadaka      |
| 2009-2010 | Sadaka      |
| 2010-2011 | Sadaka      |
| 2011-2012 | Sadaka      |
| 2012-2013 | Sadaka      |
| 2013-2014 | Sadaka      |
| 2014-2015 | SAS         |
| 2015-2016 | SAS         |
| 2016-2017 | SAS         |
| 2017-2018 | Zouk Mosbeh |
| 2018-2019 | SAS         |
| 2019-2020 | SAS         |
| 2020-2021 | Safa        |
| 2021-2022 | SAS         |
| 2022-2023 | SAS         |
| 2023-2024 | Beirut FA   |

### Bilan par clubs
- 7 titres : Sadaka, SAS
- 1 titre: Zouk Mosbeh, Safa, Beirut FA